# أنوب مينون
أنوب مينون هو كاتب سيناريو وممثل هندي، ولد في 3 أغسطس 1977 في الهند. من الجوائز التي نالها جائزة فيلم فير جنوب.

## جوائز
- جائزة فيلم فير جنوب

## وصلات خارجية
- أنوب مينون على موقع IMDb (الإنجليزية)
- أنوب مينون على موقع قاعدة بيانات الفيلم (الإنجليزية)
- أنوب مينون على موقع كينوبويسك (الروسية)